# Чемпионат Севастополя по футболу
Чемпионат Севастополя по футболу — городское соревнование среди мужских любительских команд города Севастополь. Проводится под эгидой Федерации футбола Севастополя.

## История
Дебютный розыгрыш чемпионата Севастополя прошёл во время Первой мировой войны. Организатором турнира выступил Севастопольский кружок любителей спорта, который объявил всем желающим, что в соревнование состоится в сентябре 1915 года. От участников турнира требовалось предоставить список футболистов, которые будут заявлены за команды чемпионата. Для победителя турнира был создан переходящий серебряный кубок. Первым победителем стала команда Константиновского реального училища. В 1917 году чемпионом города стала команда «Рекс».
В связи с гражданской войной футбольные соревнования прекратились. В 1922 году была восстановлена работа Севастопольского кружка любителей спорта благодаря разрешению советских властей на функционирование частных спортивных обществ. Главной задачей восстановленного кружка стала организаций городского чемпионата 1922 года и создание Севастопольской футбольной лиги. По этому случаю 3 сентября 1922 года состоялось торжественное заседание правления кружка. Тогда же прошло избрание президиума будущей Севастопольской футбольной лиги. По итогам розыгрыша чемпионата Севастополя по различным видам спорта, прошедшем в июле 1923 года, «Рексу» было присвоено звание чемпиона без состязаний.
С ликвидацией Севастопольского кружка любителей спорта в 1924 году в городе на некоторое время прекратились все футбольные соревнования, а команды состязались лишь в товарищеских матчах.
Весенний розыгрыш чемпионата города 1936 года состоялся среди 20 команд разделённых на четыре группы. В группе сильнейших команд выступали шесть коллективов: ДКАФ (Дом Красной Армии и флота), «Динамо», СМЗ-1, СМЗ-2, крейсер «Коминтерн» и Военпорт. Победителем в итоге стала команда ДКАФ. На осеннем чемпионате команда ДКАФ не участвовала из-за выступлений на зональном турнире первенства Красной Армии, а главный приз в итоге достался «Динамо».
В сильнейшей группе весеннего первенства 1937 года победителем стал «Судостроитель» представлявший Морской завод.
Газета «Маяк коммуны» в первой половине 1941 года обращала внимание, что к в течение последних трёх лет первенство города проводится нерегулярно. При этом ранее количество команд, борющихся за звание весеннего и осеннего чемпиона Севастополя, исчислялась десятками, а к 1941 году футбольных команд в городе оставалась несколько штук.
В годы Великой Отечественной войны турнир не проводился. В мае 1946 года футбольное первенство было возобновлено. На первом послевоенном чемпионате сыграло четыре команды — «Судостроитель», «Строитель Юга», команда линкора «Севастополь» и команда учебного отряда. Турнир проходил по круговой системе, а победу в нём одержала команда «линкоровцев». На следующем чемпионате количество команд-участников было удвоено и в связи с этим соревнование проходило в двух группах. Победу в решающей игре над командой экипажа Черноморского флота одержал «Судостроитель» (4:2). За победу футболисты были награждены переходящем Красным знаменем городского комитета по делам физкультуры и спорта.
В 1970-е годы в чемпионате Севастополя участвовало 15 команд. Кроме того, команды послабее выступали в двух группах («А» и «Б») первенства — по 16 и 12 команд соответственно.

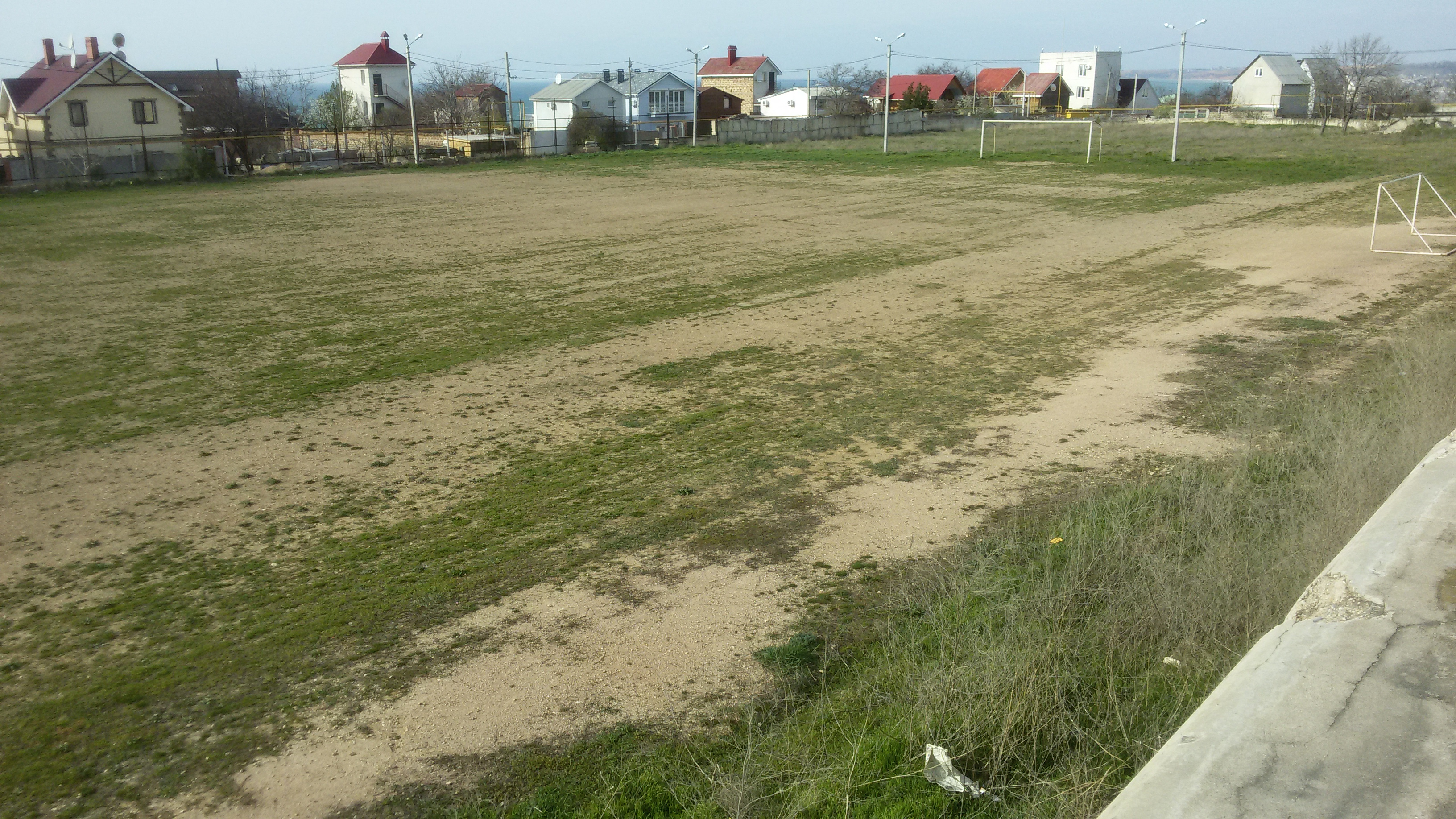
Стадион «Виктория»

В 2020 году турнир проводился лишь на стадионах включённых во всероссийский реестр объектов спорта. Ими оказались лишь две арены: спорткомплекс «Виктория» на Радиогорке и спорткомплекс в посёлке Сахарная Головка. В этот году финансирование на проведение чемпионата выделило Управление по делам молодёжи и спорта Севастополя.
Наиболее титулованным клубом является «Волна», которая побеждала в чемпионате 8 раз. Действующим победителем турнира является «СШ № 3 — СевГУ».

## Участники
В 2023 году в турнире участвуют 10 команд:
- Байдары
- ПФК Севастополь
- Спартак
- СШ № 3 — СевГУ
- Жемчужина
- СШ № 3 Юниор
- Коралл
- Горняк
- СШ № 3 Динамо
- СевБетон Плюс

## Победители
| Сезон    | Призёры                           | Призёры           | Призёры                        |
| Сезон    | Победитель                        | 2-е место         | 3-е место                      |
| -------- | --------------------------------- | ----------------- | ------------------------------ |
| 1915     | Константиновское реальное училище |                   |                                |
| 1917     | Рекс                              |                   |                                |
| 1923     | Рекс                              |                   |                                |
| 1927     | Пролетарская кузница              |                   |                                |
| 1929     | Красный металлист                 |                   |                                |
| 1936 (в) | ДКАФ                              |                   |                                |
| 1936 (о) | Динамо                            | СМЗ               | СМЗ-3                          |
| 1937 (в) | Судостроитель                     |                   |                                |
| 1938     | Судостроитель                     | Военпорт          | ДКАФ                           |
| 1939 (в) | ДВМФ                              |                   |                                |
| 1939 (о) |                                   |                   |                                |
| 1946     | Команда линкора «Севастополь»     |                   |                                |
| 1947     | Судостроитель                     | ЧФ                |                                |
| 2003     | Волна (Андреевка)                 | Авлита            | Судостроитель                  |
| 2004     | КАМО                              | Волна (Андреевка) | Динамо                         |
| 2005     | Волна (Андреевка)                 | Динамо            | КАМО                           |
| 2006     | Динамо                            | КАМО              | Волна (Андреевка)              |
| 2007     | Севастополь-90                    | КАМО              | Волна (Андреевка)              |
| 2008     | Волна (Андреевка)                 | КАМО              | Севастополь-91                 |
| 2010     | Волна (Андреевка)                 |                   |                                |
| 2011     | КАМО                              | Спарта-СДЮШОР-5   | Волна (Андреевка)              |
| 2012     | КАМО                              | Мегастрой         | Танго                          |
| 2013     | КАМО                              | Волна (Андреевка) | Танго                          |
| 2014     | КАМО                              | Танго             | ЧФ                             |
| 2015     | Танго                             | ЧФ                | КАМО                           |
| 2016     | КАМО                              | Черноморец        | Танго                          |
| 2017     | Черноморец                        | КАМО              | Сборная города ПФК Севастополь |
| 2018     | Черноморец                        | КАМО              | Компасс                        |
| 2019     | КАМО                              | Танго-СШОР        | Байдары                        |
| 2020     | Ураган                            | СШ №3             | Сборная города ПФК Севастополь |
| 2021     | Ураган                            | Черноморец        | Сборная города ПФК Севастополь |
| 2022     | СШ №3 — СевГУ                     | Спартак           | Сборная города ПФК Севастополь |
| 2023     | Спартак                           | Байдары           | СШ № 3 - СевГУ                 |
| 2024     |                                   |                   |                                |

## Лучшие бомбардиры
| Сезон | Футболист                                  | Голов |
| ----- | ------------------------------------------ | ----- |
| 2015  | Михаил Жуков (ЧФ)                          |       |
| 2016  | Владислав Солодянников (Стрела)            |       |
| 2017  | Владислав Солодянников (Стрела-Доброволец) | 27    |
| 2019  | Алексей Широких (Детонатор)                | 29    |
| 2020  | Алексей Широких (Ураган)                   | 13    |
| 2021  | Илья Стрижаченко (ПФК Севастополь)         | 11    |
| 2022  | Евгений Бредун (Спартак)                   | 12    |

## Индивидуальные награды
| Сезон | Лучший игрок                     | Лучший вратарь                 | Лучший защитник                 | Лучший полузащитник                   | Лучший нападающий                                    |
| ----- | -------------------------------- | ------------------------------ | ------------------------------- | ------------------------------------- | ---------------------------------------------------- |
| 2015  | Игорь Жуков (Танго)              | Андрей Костенко (Танго)        | Антон Маренич (ЧФ)              | Василий Квасов (ЧФ)                   | Александр Пасютин (Камо)                             |
| 2016  | Андрей Синцов (Камо)             | Александр Дашкевич (Компасс)   | Вячеслав Шеремет (Танго)        | Антон Маренич (Черноморец)            | Алексей Широких (Детонатор)                          |
| 2017  | Виталий Мироненко (Черноморец)   | Игорь Моркус (Черноморец)      | Кирилл Гвоздев (Черноморец)     | Евгений Митрощенко (Камо)             | Владислав Ковальчук (сборная города ПФК Севастополь) |
| 2019  | Александр Жабокрицкий (КАМО)     | Александр Шпетный (Танго-СШОР) | Александр Онацкий (КАМО)        | Роман Козюта (Байдары)                | Илья Додонов (Танго-СШОР)                            |
| 2020  | Роман Козюта (Ураган)            | Александр Дашкевич (Ураган)    | Сергей Евдокимов (СШ № 3)       | Владислав Ковальчук (ПФК Севастополь) | Тарас Вербенко (СШ № 3)                              |
| 2021  | Евгений Бредун (Ураган)          | Александр Дашкевич (Ураган)    | Орест Хлибкевич (Ураган)        | Арсен Гафаров (Черноморец)            | Никита Братан (СШ № 3 Юниор)                         |
| 2022  | Всеволод Кашлак (СШ № 3 — СевГУ) | Владислав Слюсаренко (Спартак) | Илья Меховской (СШ № 3 — СевГУ) | Глеб Лукин (ПФК Севастополь)          | Никита Братан (СШ № 3 Динамо)                        |